# Kanjavec
Kanjavec är ett berg i juliska alperna i nordvästra Slovenien. Med sina 2 589 meter är det ett av de högsta bergen i bergskedjan.